# 花形怜
花形 怜（はながた れい）は、日本の漫画原作者、脚本家。東京都出身。

## 来歴
2005年、『週刊漫画TIMES』（芳文社）に掲載された『珈琲どりーむ』（画：ひらまつおさむ）でデビューする。以後、芳文社、小学館、日本文芸社などの青年誌で活動。作品に『バリスタ』、『チャイナガール』がある。
農林水産省で輸入食材を扱う部署などにいた経験から、手掛けた作品の多くはグルメ漫画で、コーヒー、酒、チーズ、スウィーツ、日本料理、江戸料理など、幅広く深い知識を披露している。
2014年に『暗黒の戦い』（監督：山鹿孝起）で脚本を執筆して以来、映像作品の脚本も手掛けている。
デビュー以来、一貫してオリジナル作品を書いていたが、2016年5月より、小学館のビッグコミックスペリオールで『味いちもんめ・世界の中の和食編』（画：倉田よしみ）の連載を開始。故・あべ善太、福田幸江に次ぐ、同シリーズ三代目のストーリーメーカーとなった。

## 人物
趣味はドラムで、塩野善國に師事。また、小原流華道の教授資格を持っている。氷室京介とくりぃむしちゅーの大ファンである。その他の趣味として、ムエタイを挙げている。好きなファッションブランドはイギリスのロックバンドBring Me The Horizonのヴォーカルであるオリヴァー・サイクス（Oliver sykse）の経営するDROP DEADだという。

## 作品リスト

### 漫画原作
- 珈琲どりーむ（画：ひらまつおさむ、『週刊漫画TIMES』、芳文社、全5巻）
- ぐる放浪記 いただきます（画：河合単、『近代麻雀』、竹書房）
- チーズの時間（画：山口よしのぶ、『週刊漫画TIMES』、芳文社、全5巻）
- お受験の星（画：今谷鉄柱、『ビッグコミックスペリオール』、小学館、全4巻）
- チャイナガール（画：青山景、『ビッグコミックスペリオール』、小学館、全1巻）
- 丼なモンダイ!（画：吉開寛二、『食漫』、日本文芸社、全2巻）
- バリスタ（画：むろなが供未、『週刊漫画TIMES』、芳文社、全10巻）
- 水族館のカメ。（画：ワカサ・ショウ、『グランドジャンプ』、集英社）
- 酔いどれインターポール（画：佐藤まこと、『モーニング食』、講談社）
- 隠密包丁〜本日も憂いなし〜（画：本庄敬、『週刊漫画ゴラク』、日本文芸社、全4巻）
- 本日のバーガー（画：才谷ウメタロウ、『週刊漫画TIMES』、芳文社、全18巻）
- ショコラティエはサディスティック（画：松本救助、『漫画ゴラクスペシャル』、日本文芸社、全2巻）
- 味いちもんめ・世界の中の和食編（画：倉田よしみ、原案：あべ善太、『ビッグコミックスペリオール』、小学館、全2巻）
- パスタの流儀（画：才谷ウメタロウ、『週刊漫画TIMES』[4]、芳文社、全5巻）
- 義娘と焼肉（画：才谷ウメタロウ、『週刊漫画TIMES』2023年5月12日・19日合併号[5] - 2024年8月23日・30日合併号[6]、芳文社、全4巻）
- 歴史裁判〜その死罪、覆すなら賀倍まで〜（作画：有村雨、『週刊漫画TIMES』2025年6月13日号[7] - 、芳文社）

### 映像脚本
- 暗黒の戦い（監督：山鹿孝起）
- 日本やくざ抗争史 殺しの軍団 第一章（監督：山本芳久）
- 日本やくざ抗争史 殺しの軍団 第二章（監督：山本芳久）
- 狂犬と呼ばれた男たち カリスマヤクザ（監督：浅生マサヒロ）
- 狂犬と呼ばれた男たち 外道ヤクザ（監督：浅生マサヒロ）
- 外道憤砕（監督：浅生マサヒロ）
- 外道憤砕2（監督：浅生マサヒロ）
- 織田同志会 織田征仁（監督：藤原健一）
- 織田同志会 織田征仁2（監督：藤原健一）
- 織田同志会 織田征仁3（監督：藤原健一）